# Бревновская (Архангельская область)
Бревновская — деревня в Вельском районе Архангельской области. Входит в состав Муниципального образования «Благовещенское».

## География
Деревня расположена в 56 километрах на север от города Вельска, на правом берегу реки Ваги. Ближайшие населённые пункты: на юге деревня Столбовская, на востоке деревня Нечаевская, на северо-востоке деревня Ямки.
Часовой пояс
Бревновская, как и вся Архангельская область, находится в часовой зоне МСК (московское время). Смещение применяемого времени относительно UTC составляет +3:00.

## Население
| 2002 | 2010 | 2012 | 2014 |
| ---- | ---- | ---- | ---- |
| 0    | ↗5   | ↘4   | ↗5   |

## История
Указана в «Списке населённых мест по сведениям 1859 года» в составе Шенкурского уезда Архангельской губернии под номером «1999» как «Бревновская». Насчитывала 9 дворов, 43 жителя мужского пола и 44 женского.
В «Списке населенных мест Архангельской губернии на 1 мая 1922 года» в деревне уже 19 дворов, 74 мужчины и 77 женщин..